# سبنسر إلدن
سبنسر إلدن (بالإنجليزية: Spencer Elden)‏ هو عارض ورسام أمريكي، ولد في 7 فبراير 1991م في لوس أنجلوس في الولايات المتحدة.